# Ogün Temizkanoğlu
Ogün Temizkanoğlu (* 6. Oktober 1969 in Hamm) ist ein ehemaliger türkischer Fußballspieler und -trainer.

## Spielerkarriere

### Verein
Temizkanoğlu begann seine Karriere in der Saison 1989/90 bei Trabzonspor. Sein größter Erfolg war dort der Gewinn des türkischen Pokals in den Jahren 1992 und 1995. Bei Trabzonspor spielte er insgesamt zehn Jahre und kam auf 246 Spiele und 34 Tore.
Nach zehn Jahren in Trabzon verließ Temizkanoğlu den Klub nach der Saison 1998/99 und wechselte zum Traditionsverein Fenerbahçe Istanbul. Jahre später erklärte Temizkanoğlu zu diesem Wechsel, dass er zusammen mit seinem Teamkollegen Abdullah Ercan an Fenerbahçe verkauft wurde und nicht wie damals angenommen sie aus freien Stücken zu Fenerbahçe gegangen sind. In der Saison 2000/01 gewann er mit Fenerbahçe seine erste türkische Meisterschaft. Von der Saison 2000/01 bis zur 2002/03 war Ogün Kapitän der Mannschaft. Mit 33 Jahren gehörte Ogün zu der älteren Generation vor der Saison 2003/04 und der neue Trainer Christoph Daum plante nicht mehr mit dem erfahrenen Innenverteidiger, deshalb wechselte Temizkanoğlu zu Konyaspor.
Für Konyaspor spielte er nur eine Saison und wechselte zu Akçaabat Sebatspor. Nachdem er in einen Wettskandal verwickelt war, wurde er im Jahr 2005 für ein Jahr gesperrt. Er zog selbst die Konsequenzen daraus und trat als aktiver Spieler zurück.

### Nationalmannschaft
Temizkanoğlu startete seine Nationalmannschaftskarriere 1990 mit einem Einsatz für die türkische U-21-Nationalmannschaft. Ein Jahr später nahm er mit der olympischen Auswahl der Türkei an den Mittelmeerspielen in Athen teil und gewann die Silbermedaille.
Ogün Temizkanoğlu machte für die Türkei insgesamt 76 Spiele und erzielte 5 Tore. Sein Debüt gab er am 27. Mai 1990 in einem Freundschaftsspiel gegen Irland, sein letztes Spiel für die türkische Auswahl war am 17. April 2002 gegen Chile. Während seiner Zeit als Nationalspieler nahm Temizkanoğlu an der Fußball-Europameisterschaft 1996 und 2000 teil.

## Trainerkarriere
Es wurde einige Jahre ruhig um den früheren Abwehrspieler. Im Jahr 2008 kehrte Ogün als Trainer der türkischen U-18-Auswahl zurück. Im November 2011 übernahm er das Amt des Nationaltrainers der türkischen Nationalmannschaft der Frauen.
Am 20. Februar 2013 übernahm den Viertligisten Gölcükspor und betreute diesen etwa einen Monat lang.
Im März 2016 wurde er beim Zweitligisten Elazığspor als neuer Cheftrainer eingestellt und betreute diesen bis in den November 2016 hinein. Im März 2017 übernahm er den Zweitligisten Şanlıurfaspor und trainierte ihn zwei Monate lang.

## Erfolge
Mit Trabzonspor
- Türkischer Vizemeister: 1994/95, 1995/96
- Türkischer Pokalsieger: 1991/92, 1994/95
- Türkischer Pokalfinalist: Türkiye Kupası 1989/90, 1996/97
- Türkischer Super-Cup-Sieger: 1995
- Premierminister-Pokalsieger: 1994, 1996

Mit Fenerbahçe Istanbul
- Türkischer Meister: 2000/01
- Türkischer Vizemeister: 2001/02
- Türkischer Pokalfinalist: 2000/01

Mit der olympischen Auswahlmannschaft der Türkei
- Silbermedaillengewinner der Mittelmeerspiele: 1991

Mit der Türkische Nationalmannschaft
- Teilnehmer der Fußball-Europameisterschaft: 1996
- Viertelfinalist der Fußball-Europameisterschaft: 2000